# 東京都市大学二子幼稚園
東京都市大学二子幼稚園（とうきょうとしだいがくふたこようちえん）は、東京都世田谷区玉川にある東京都市大学付属の私立幼稚園。

## 概要
1955年（昭和30年）、東横学園二子幼稚園として東急グループの創始者でもある五島慶太が初代理事長となり創立された。2009年4月に東京都市大学二子幼稚園に改称した。推薦制度により毎年約30%が東京都市大学付属小学校へ進学している。

## 年表
- 1955年 - 東横学園二子幼稚園として創立
- 1978年 - 2階建園舎増築、3歳児保育開始（1クラス）
- 1993年 - 3歳児3クラス、4歳児3クラス、5歳児2クラスの編成になる。
- 1997年 - 隔週5日制を開始
- 2004年 - 現在地に園舎を新築して移転、防犯対策やシックハウス対策、オール電化、5.1chAVシステムといった最新設備を導入する。
- 2009年 - 東京都市大学二子幼稚園と改称

## 教育方針
学校教育法に示されている幼稚園教育の目的及び目標の達成に努力する。特に、人格形成の基礎となる幼児期に、日常の遊びの中から豊かな情操と集団への適応性を育てる。また、心身ともに健康で自主的な生活態度を養い、将来の良き社会人育成を目指す。

## 教育目標
- 心身ともに健康で、明るく、たくましい子どもに育てる。
- あそびや仕事に意欲をもち、さいごまでやりとげる子どもに育てる。
- 自分の思ったことははっきり話し、人の話もよくきく子どもに育てる。
- 物事をよく見きわめ、考えて、みんなで協力してあそぶ子どもに育てる。
- 正しいことをすなおにうけ入れ、美しいもの、すぐれたものに感動できる子どもに育てる。

## 交通
- 東急田園都市線、二子玉川駅から徒歩約5分

## 卒園生
- 西田遼二 - ミュージシャン
- 布川隼汰 - 俳優
- 市原隼人 - 俳優